# Orlen Arena
Orlen Arena je višenamjenska dvorana u poljskom gradu Płocku. Predviđena je za održavanje dvoranskih sportova kao što su rukomet, košarka, odbojka, tenis i stolni tenis te borilački sportovi. Osim sportova, u Orlen Areni se mogu održavati i koncerti.
Dvorana je građena od travnja 2009. do studenog 2010. te se nalazi u blizini stadiona nogometnog kluba Wisła Płock. Troškovi izgradnje dvorane su iznosili 100 milijuna zlota a financirali su ju grad Płock (sredstvima gradskog proračuna), poljsko Ministarstvo sporta i naftna kompanija PKN Orlen.
Na izgrađenom parkingu postoji 500 parkirnih mjesta za automobile i 20 za autobuse.
Orlen Arena je svečano otvorena 13. studenog 2010. a proslava otvorenja je obilježena koncertom francuskog glazbenika Jean-Michel Jarrea. Prvi sportski susret koji je održan u dvorani bila je rukometna utakmica između Orlen Wisłe Płock i Vive Targi Kielcea.

## Vanjske poveznice
- Službena web stranica Orlen Arene